# Forskerpark
En forskerpark er et område, ofte i tilknytning til eller som en del af et universitet. Forskerparkens formål er at skabe erhvervsaktiviteter, der er knyttet op omkring den forskning, det enkelte universitet har. Forskerparken kan derfor både henvende sig til forskere, der ønsker at starte egen virksomhed, og som måske mangler nogle erhvervslokaler, men den kan også henvende sig til virksomheder, der kan have et ønske om at placere sine aktiviteter tættere på et forskningsmiljø.  

## Forskerparker i Danmark
I Danmark har vi flere forskerparker rundt i landet. 
INCUBA ved Aarhus Universitet startede i 1984, og beskriver sig selv som landets første forskerpark. I Nordjylland ved Aalborg Universitet er hedder forskerparken NOVI. På Fyn, omkring Odense ved Syddansk Universitet ligger Syddanske Forskerparker